# Friedrich Wilhelm Ottilius Brökelmann
Friedrich Wilhelm Ottilius Brökelmann (* 31. März 1867 in Neheim; † 1953 ebenda) war ein deutscher Unternehmer in der Aluminium-Branche.

## Leben
Friedrich Wilhelm Ottilius Brökelmann war der Sohn des Unternehmers Johann Friedrich Wilhelm Brökelmann. Friedrich Wilhelm Ottilius besuchte zunächst die Volksschule und bekam gleichzeitig Privatunterricht in Mathematik, Latein und Französisch. 1880 kam er auf das Gymnasium Laurentianum in Arnsberg an dem Ottilius 1886 das Abitur absolvierte.
Nach dem Abitur war Ottilius als Lehrling bei der Firma Brökelmann, Jäger & Co. tätig und wechselte im Frühjahr 1887 nach Brökelmann & Co. in Hamm. Ab Herbst 1887 besuchte Friedrich Wilhelm Ottilius die Technische Hochschule in Hannover und wechselte ein Jahr später auf die Technische Hochschule in Stuttgart, die er bis 1889 besuchte. Zu guter Letzt besuchte Ottilius von 1889 bis 1890 die Universität in Genf an der auch sein Bruder studierte.

Aluminiumwerk (1910)

Als 1890 sein Großvater Friedrich Wilhelm Brökelmann verstarb, trat Ottilius in die väterliche Firma ein und leitete speziell die Ölmühle. Ottilius fing an das Unternehmen weiter auszubauen, indem er das bisher vorhandene Wasserrad durch eine Turbine ersetzte und die veraltete Dampfmaschine gegen eine 2-Zylinder-Dampfmaschine der Sundwiger Eisenhütte. Außerdem ersetzte er in der Mühle verschiedene Nachpressen sowie 2 Vorpressen. Er schaffte neue Wärmer, einen neuen Walzstuhl, einen Hochdruck- und Niederdruck-Akkumulator und vor allem den Anschluss an die Ruhr-Lippe-Kleinbahn.
1908 brannte die Ölmühle nieder. Im Jahr 1910 sattelte Ottilius dann kurzerhand auf die damals noch sehr unterentwickelte Aluminiumbranche um und legte somit den Grundstein für das 1910 gegründete Unternehmen Brökelmann Aluminium. Durch den Verkauf von Küchengeschirr und Haushaltswaren erlangte das Unternehmen schnell die Marktführung im Deutschen Reich. „Arbeiter und Arbeitgeber gehören zusammen“, heißt es in seiner ersten erlassenen Arbeitsordnung. „Nur dadurch, dass sich ein enges Band zwischen Beiden bildet und beide Teile aufrichtiges Vertrauen zu einander haben, ist ein wachsendes Gedeihen der Fabrik gewährleistet und wird es den Leitern derselben ermöglicht, für das Wohl der Angestellten in weitestgehendem Maße Sorge zu tragen“, sagt er auch in seiner zweiten Arbeitsordnung. In der Realität gab es allerdings doch auch Interessengegensätze zwischen Arbeitern und Unternehmer, die sich etwa 1913 in einem Streik entluden.
Er folgte zwar mit der Aluminiumverarbeitung in der Leuchtenindustrie geprägten Stadt Neheim nach keinem Trend, hatte aber doch Erfolg mit der Ansiedlung um Ruhrtal.
| Personendaten    | Personendaten                                  |
| ---------------- | ---------------------------------------------- |
| NAME             | Brökelmann, Friedrich Wilhelm Ottilius         |
| KURZBESCHREIBUNG | deutscher Unternehmer in der Aluminium-Branche |
| GEBURTSDATUM     | 31. März 1867                                  |
| GEBURTSORT       | Neheim                                         |
| STERBEDATUM      | 1953                                           |
| STERBEORT        | Neheim                                         |